# Göran Åberg
Göran Christer Åberg (* 25. Januar 1948 in Solna; † 23. August 2001) war ein schwedischer Fußballspieler und -trainer.

## Laufbahn
Åberg begann mit dem Fußballspielen bei IF Brommapojkarna. 1960 wechselte er in die Jugendabteilung des Traditionsvereins AIK. Am 22. September 1966 debütierte er beim 1:0-Erfolg über Djurgårdens IF im heimischen Råsundastadion in der Allsvenskan. Es dauerte allerdings bis zur Spielzeit 1970, ehe er sich dauerhaft in der Mannschaft etablieren und einen Stammplatz erkämpfen konnte. Bis zur Spielzeit 1972, die als Vizemeister mit einem Punkt Rückstand auf Meister Åtvidabergs FF beendet wurde, stand er jeweils in mindestens 20 der 22 Saisonspiele auf dem Platz. 
Nach einer Knieverletzung verpasste Åberg die komplette Spielzeit 1973, im darauf folgenden Jahr absolvierte er wieder 25 von 26 Saisonspielen und konnte erneut die Vizemeisterschaft hinter Malmö FF feiern. In der Saison 1975 konnte er verletzungsbedingt nur dreimal in der Liga auflaufen. Es folgten noch zwei Jahre, in denen er wieder regelmäßig in der Verteidigung auf dem Platz stand.
1978 wechselte Åberg zum Karriereausklang zum unterklassigen Spånga IS, wo er bis 1981 auflief. Anschließend setzte er sich als Assistenztrainer zwei Jahre auf die Trainerbank des Klubs. Es folgte 1984 bis 1985 ein Engagement bei Hagalunds IS, ehe er 1986 als Co-Trainer zu AIK zurückkehrte. Nachdem er zunächst unter Rolf Zetterlund und in der folgenden Spielzeit unter dem späteren kurzzeitigen schwedischen Nationaltrainer Nils Andersson gearbeitet hatte, entschied er sich ab 1988 wieder als hauptamtlicher Trainer zu arbeiten. Bis 1996 arbeitete er für die Amateurklubs Vallentuna BK, Riala IF und Brottby IF.